# Dusona nigrina
Dusona nigrina là một loài tò vò trong họ Ichneumonidae.